# 비다로카
비다로카는 대한민국의 힙합 작곡가이다. 1989년 출생해, 힙합에 빠져, 2006년 소울컴퍼니의 새 멤버로 입단하여 같은 소울컴퍼니 소속 래퍼  화나, 라임어택, 로퀜스, 더 콰이엇등의 음반에 프로듀서로 맡았다. 2010년 9월, Illest Konfusion에 합류되어 Beenzino와 싱글 2장을 발매하였다. 2011년 소울 컴퍼니가 해체되어 활동을 잠시 중단하다가, 2012년 10월 컴백해, 2013년 7월, 싱글을 발표하였다.